# Ligne Meitetsu Toyota
La ligne Meitetsu Toyota (名鉄豊田線, Meitetsu Toyota-sen) est une ligne ferroviaire de la compagnie privée Meitetsu située dans la préfecture d'Aichi au Japon. Elle relie la gare d'Umetsubo à Toyota à la gare d'Akaike à Nisshin.

## Histoire
La ligne est ouvre le 29 juillet 1979.

## Caractéristiques

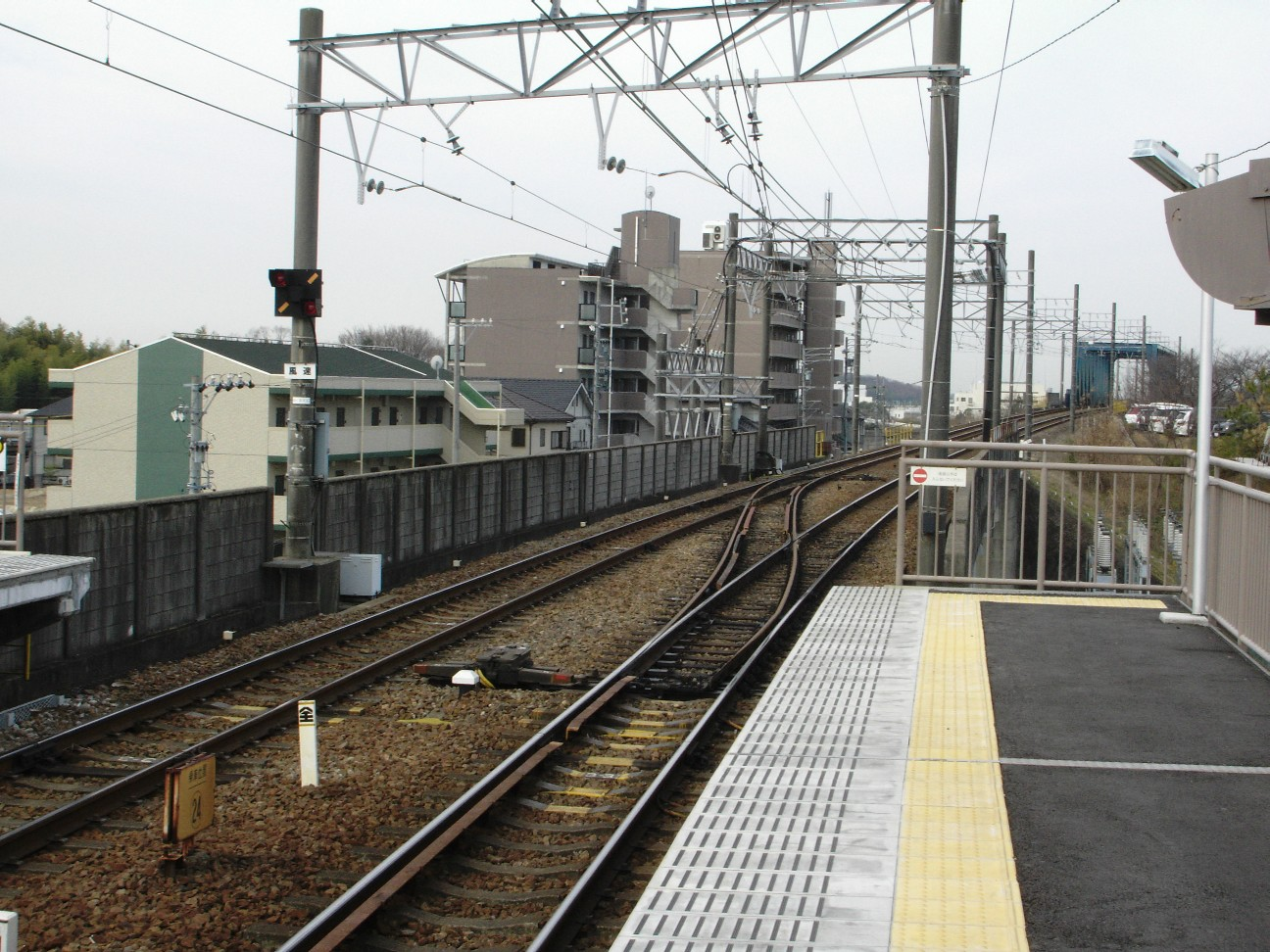
La ligne à Kurozasa.

### Ligne
- écartement des voies : 1 067 mm
- nombre de voies : double voie
- électrification : 1 500 V cc par caténaire

### Liste des gares
La ligne comporte 8 gares.
| Numéro | Gare         | Nom japonais | Distance (km) | Correspondances                             | Localisation |
| ------ | ------------ | ------------ | ------------- | ------------------------------------------- | ------------ |
| MY08   | Umetsubo     | 梅坪         | 0             | Meitetsu : Mikawa (interconnexion)          | Toyota       |
| TT01   | Kami Toyota  | 上豊田       | 2,0           |                                             | Toyota       |
| TT02   | Jōsui        | 浄水         | 3,8           |                                             | Toyota       |
| TT03   | Miyoshigaoka | 三好ヶ丘     | 6,2           |                                             | Miyoshi      |
| TT04   | Kurozasa     | 黒笹         | 8,1           |                                             | Miyoshi      |
| TT05   | Komenoki     | 米野木       | 10,4          |                                             | Nisshin      |
| TT06   | Nisshin (ja) | 日進         | 12,2          |                                             | Nisshin      |
| TT07   | Akaike       | 赤池         | 15,2          | Métro de Nagoya : Tsurumai (interconnexion) | Nisshin      |